# Реформе Петра Великог
Реформе Петра Великог су велике трансформације у државном и јавном животу Руског царства за време владавине Петра Великог.
Реформе Петра Великог су подељене на два периода: 1696-1715. и 1715-1725. године и покривају или утичу на готово све сфере односа с јавношћу у земљи.
Након реформи увођењем руске ћирилице, у Војводини је послан као учитељу Максиму Суворову.